# Dyseriocrania
Dyseriocrania là một chi bướm đêm thuộc họ Eriocraniidae.

## Các loài
- Dyseriocrania auricyanea Walsingham, 1882
- Dyseriocrania subpurpurella Haworth, 1828
- Dyseriocrania griseocapitella (Walsingham, 1898)